# Nicotiana glauca
Nicotiana glauca là loài thực vật có hoa trong họ Cà (Solanaceae). Loài này được Robert Graham mô tả khoa học đầu tiên năm 1828.
Là một loài Nicotiana hoang dại, nó được biết đến dưới tên gọi thuốc lá cây, do nó là loại cây bụi hay cây gỗ nhỏ sống lâu năm với thân gỗ mềm. Các lá hình trứng dài 5–21 cm của nó gắn với thân cây bằng các cuống lá, trong khi nhiều loài Nicotiana khác có lá không cuống. Lá và thân loài này không lông và cũng không dính như như Nicotiana tabacum. Nó trông khá giống như Cestrum parqui, nhưng khác ở hình dạng lá và sự hợp lại của các bộ phận hoa vòng ngoài. Nó có thể cao tới trên 2 mét. Ra hoa tháng 4-8. Cụm hoa thẳng, có lá bắc < 5 mm. Đài hoa khoảng 10 mm, thùy nhỏ hơn ống, hơi không đều, hình tam giác; tràng hoa 30–35 mm, hình trụ, màu vàng; nhị hơi không đều, gắn vào phía dưới đoạn giữa ống tràng. Quả 7–15 mm.
Là loài bản địa Nam Mỹ, nhưng hiện nay nó đã phổ biến rộng và là một loài du nhập ở nhiều châu lục khác như miền nam Hoa Kỳ, Mexico, Úc, New Zealand, châu Phi và khu vực ven Địa Trung Hải. Mọc tại những nơi thoáng đãng, phẳng hay dốc, ở độ cao dưới 1.100 m.

## Thư viện ảnh

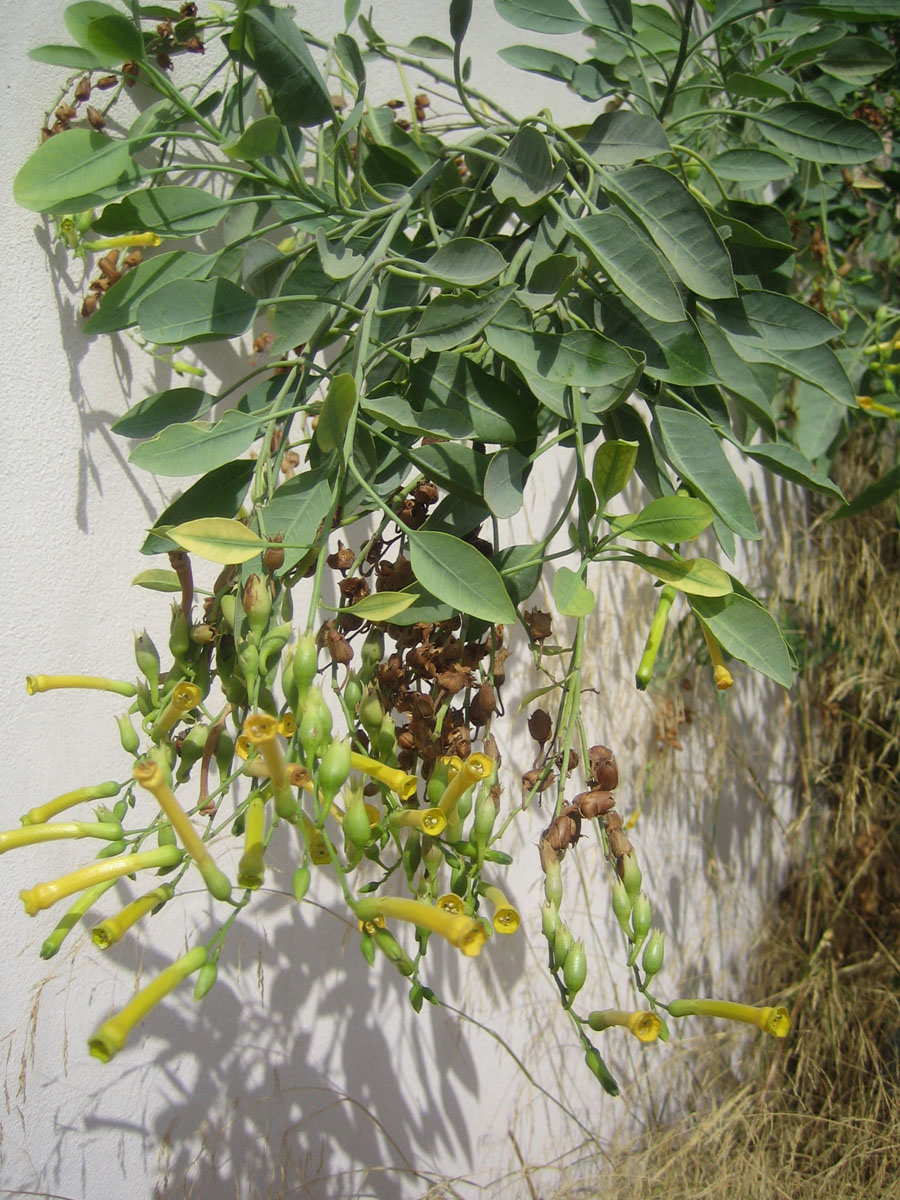
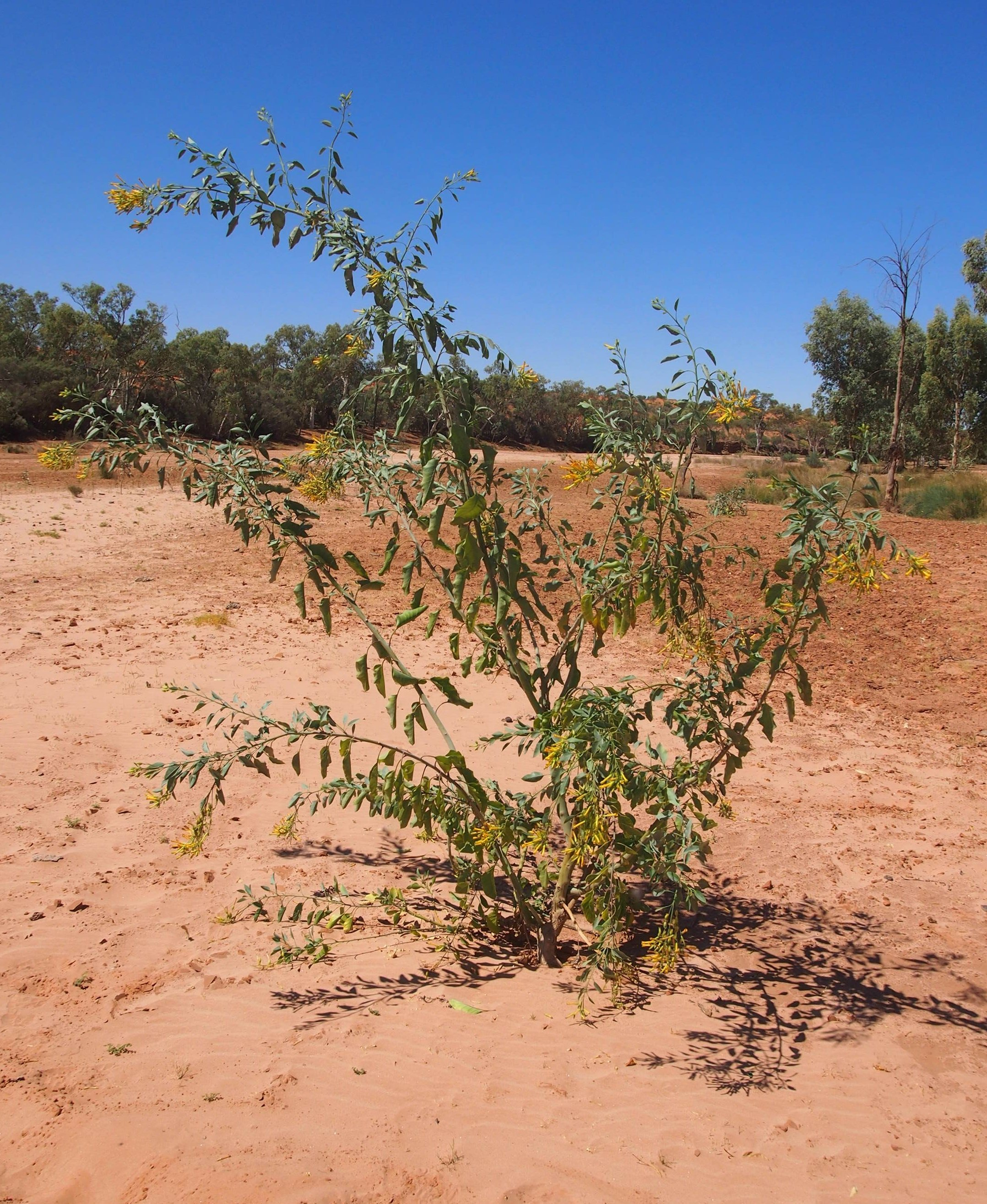
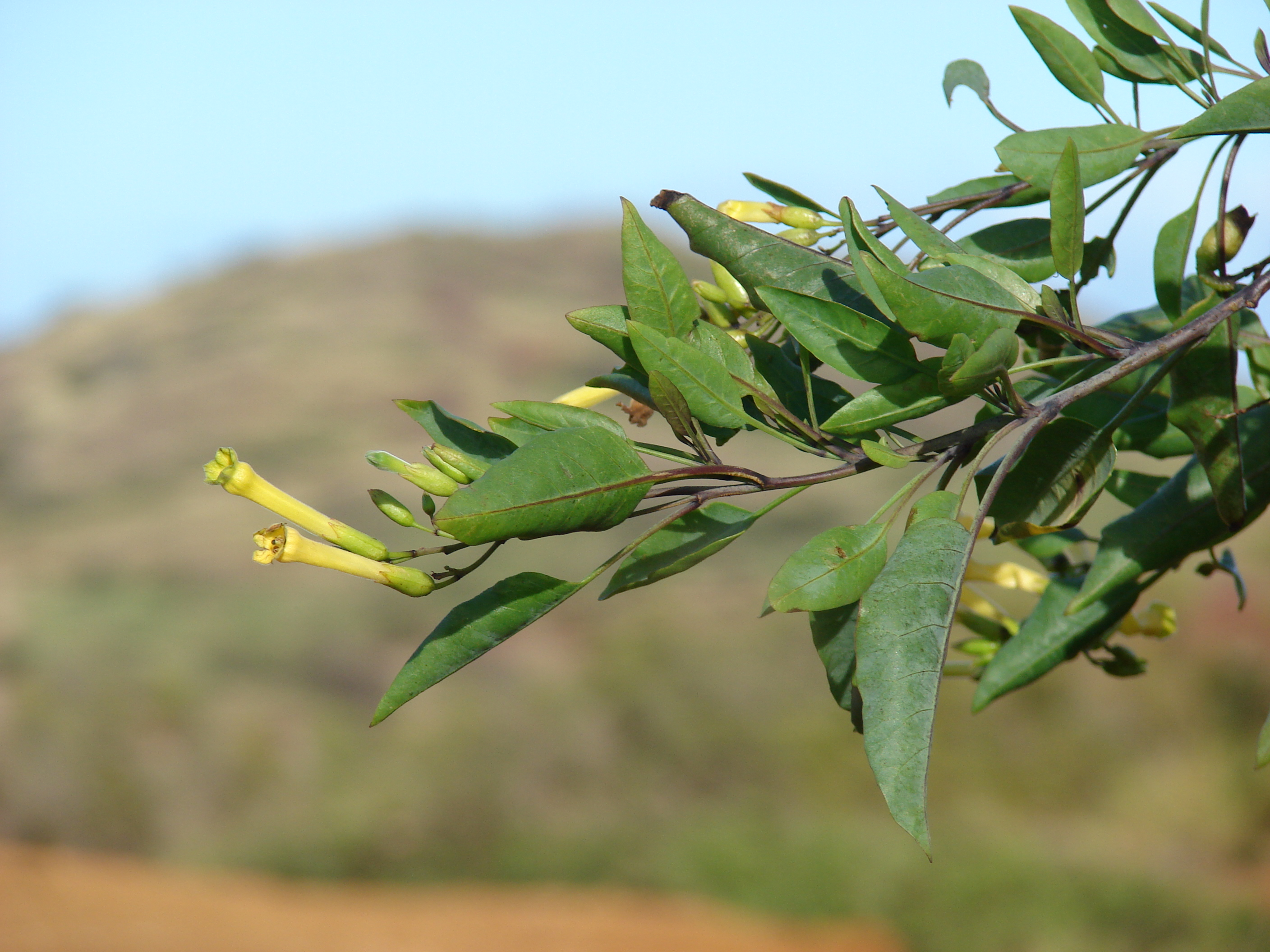